# چل (نور)
چل رود، روستایی است از توابع بخش بلده شهرستان نور در استان مازندران ایران.

## جمعیت
این روستا در دهستان شیخ فضل‌الله نوری قرار دارد و براساس سرشماری مرکز آمار ایران در سال ۱۳۸۵، جمعیت آن 130نفر (۴۲خانوار) بوده‌است. مردم این روستا به زبان مازندرانی صحبت میکنند.